# Nikola Žižić
Nikola Žižić (Split, 23. siječnja 1988.), je hrvatski nogometaš koji trenutačno igra u AEL-u.

## Životopis

### Profesionalna karijera
Karijeru je započeo u drugoligaškim i trećeligaškim klubovima u Hrvatskoj i Sloveniji - Solinu, Konavljaninu i Beloj Krajini sve dok nije dobio prigodu zaigratu u prvoj hrvatskoj ligi za novog prvoligaša Lučko, s kojim je potpisao jednogodišnji ugovor. Osiguravši si mjesto u prvoj postavi, izborio si je prelaza u turskog prvoligaša Antalyasporom s kojim je potpisao trogodišnji ugovor. U 2015. je Žižić prešao u NK Istru 1961. Svoju 50. utakmicu za zeleno-žute je odigrao na Poljudu, gdje je izgubio s 4:0 u 22. kolu 1. HNL u veljači 2017. godine. U srpnju 2017. je Žižić potpisao dvogodišnji ugovor s grčkim AEL-om.